# ویتینیا
ویتور ماچادو فریرا که به ویتینیا مشهور است (انگلیسی: Vitinha؛ زادهٔ ۱۳ فوریهٔ ۲۰۰۰)، بازیکن فوتبال اهل پرتغال است.
وی همچنین در تیم‌های ملی فوتبال زیر ۱۷ سال، زیر ۱۸ سال، زیر ۱۹ سال و زیر ۲۱ سال پرتغال و هم‌چنین بزرگسالان پرتغال بازی کرده‌است.

## تیم ملی

### رده‌های پایه
ویتینیا با بازی در سطوح مختلف جوانان برای پرتغال، کاپیتان تیم زیر ۱۹ سال در مسابقات قهرمانی اروپا زیر ۱۹ سال ۲۰۱۹ اروپا در ارمنستان شد.
ویتینیا به تیم ملی فوتبال زیر ۲۱ سال پرتغال، برای مسابقات قهرمانی اروپا زیر ۲۱ سال ۲۰۲۱ دعوت شد. او به عنوان یکی از بازیکنان تیم مسابقات، انتخاب شد زیرا پرتغال پس از شکست ۱ بر صفر در فینال از تیم ملی فوتبال زیر ۲۱ سال آلمان در ۶ ژوئن ۲۰۲۱ به عنوان نایب قهرمانی رسید.

### بزرگسالان
در ۲۱ مارس ۲۰۲۲، ویتینیا اولین دعوت خود را به تیم بزرگسالان برای بازی‌های پلی آف مقدماتی جام جهانی ۲۰۲۲ به عنوان جایگزینی برای روبن نوس مصدوم دریافت کرد. هشت روز بعد در زمین باشگاهش، او اولین بازی خود را در تیم ملی فوتبال پرتغال انجام داد و در وقت اضافه در پیروزی ۲ بر صفر مقابل تیم ملی فوتبال مقدونیه شمالی در فینال پلی‌آف جایگزین ژوائو موتینیو شد.